# Влашки владари
Ово је потпуна листа познатих влашких владара.
До 1659/1660. Године (Михна ІІІ), породица Басараб била је Господар васалне османске територије. Догађаји тог времена одвијају се у побуне сејмена и домобранa.
У ере Ћуприлића породица из Велеса Гика била је постављена у Влашке.
Након Прутског марша Петра Великог, Влашком су владали фанариоти. Још од периода лала, фанариоти попут господара Влашке, покушавају да зауставе католички утицај и латинизацију из Ердеља после Ужгородске уније.
Први владар са титулом Господар је Мирћа Старији.

## Владари
- Безеренбам и Мишелав
- Литовој, на источној страни ријеке Олт, 1247—1277, данас Мунтенија
- Сенеслау, на западној страни ријеке Олт, код Арђеша, око 1247, данас Олтенија
- Барбат, око 1277 — око 1290
- Раду Црни
- Токомеријус или Тихомир, око 1290 — око 1310

1. Басараб I, око 1310. — 1352
2. Никола Александар од Влашке, 1352. — око 1364
3. Владислав I („Влајку-Вода“), 1364. — око 1377
4. Раду I од Влашке, 1377. — 1383
5. Дан I од Влашке, око 1383/1385. — 1386

## Господари (нарумунски jезик)
1. Мирћа ћел Батрн („Мирћа Старији“), 1386. — 1418
2. Влад I од Влашке, 21 март 1396 — 6 децембар 1396 и 24 jануар — 31 jануар 1397

### XV век
- Mihail I: p. 31 ianuarie 1418 - a. 26 mai 1420. A fost și asociat la domnie de tatăl său Mircea cel Bătrân între a. 27 decembrie 1391 și 31 ianuarie 1418
- Раду Празна глава: p. 26 mai 1420 - a. 23 octombrie 1422
- Dan al II-lea: a. 23 octombrie 1422 - sfârșitul lui 1426 (a. 24 ianuarie 1427)
- Раду Празна глава: sfârșitul lui 1426 (a. 24 ianuarie 1427) - a. 6 aprilie 1427 /decedat în 1428 (?)
- Dan al II-lea: a. 6 aprilie 1427 - între 30 ianuarie și 14 iunie 1431
- Alexandru I Aldea: a. 14 iunie 1431 - p. 17 noiembrie 1436
- Влад II Дракул: a. 20 ianuarie 1437 - între 3 iulie și septembrie 1442
- Basarab al II-lea: a. septembrie 1442 - a. 24 aprilie 1444
- Влад II Дракул: a. 24 aprilie 1444 - între 23 noiembrie și 4 decembrie 1447 /decedat a. 16 decembrie 1447
- Vladislav al II-lea: p. 4 decembrie 1447 - între 15 aprilie și cca. 3 iulie 1456 /decedat 20 august 1456
- Влад Цепеш III: a. 17 octombrie-19 octombrie 1448 - începutul lui noiembrie (p. 31 octombrie) 1448
- Влад Цепеш III: a. 3 iulie 1456 - a. 26 noiembrie 1462
- Раду III Лепи: a. 15 august 1462 - 23 noiembrie 1473
- Basarab Laiotă cel Bătrân: 24 noiembrie 1473 - 23 decembrie 1473
- Раду III Лепи: 23 decembrie 1473 - a. 10 august 1474
- Basarab Laiotă cel Bătrân: a. 10 august 1474 - p. 4 septembrie 1474
- Раду III Лепи: p. 4 septembrie 1474 - 1 octombrie-4 octombrie (5 octombrie) 1474
- Basarab Laiotă cel Bătrân: 1 octombrie-4 octombrie (5 octombrie) 1474 - 20 octombrie 1474
- Basarab cel Tânăr Țepeluș: 20 octombrie 1474 - <noiembrie-decembrie> (a. 10 ianuarie 1475
- Раду III Лепи: <noiembrie-decembrie> (a. 10 ianuarie 1475 - a. 1 iunie 1475 /decedat în vara sau toamna lui 1475
- Basarab Laiotă cel Bătrân: a. 1 iunie 1475 - a. 8 noiembrie 1476
- Влад Цепеш III: p. 7 octombrie-a. 8 noiembrie 1476 - a. 10 ianuarie 1477
- Basarab Laiotă cel Bătrân: a. 10 ianuarie 1477 - a. 10 decembrie 1480 /decedat a. 22 decembrie 1480
- Basarab cel Tânăr Țepeluș: a. 9 ianuarie 1478 - iunie 1480
- Мирча II: p. 1 iunie 1480 - a. 7 noiembrie 1480
- Basarab cel Tânăr Țepeluș: a. 7 noiembrie 1480 - 8 iulie 1481
- Vlad Călugărul: p. 8 iulie 1481 - a. 16 august 1481
- Basarab cel Tânăr Țepeluș - a. 16 august 1481 - între 23 martie și 13 iulie 1482
- Vlad Călugărul: a.13 iulie 1482 - p. 8 septembrie 1495 /asociat la domnie fiul său „Io Vlad Voievod”, înainte de 31 iulie 1487 - a. 4 februarie 1488, apoi asociat la domnie al doilea fiu al său „Radu Voievod” (cel Mare) înainte de 29 august 1492

### XVI век
- Раду Велики: p. 8 septembrie 1495 - p. 23 aprilie 1508
- Mihnea cel Rău: între 23 aprilie și 9 mai 1508 - între 12 octombrie și 29 octombrie 1509
- Mircea al III-lea: a. 29 octombrie 1509 - cca 26 ianuarie 1510
- Vlad cel Tânăr: a. 26 ianuarie 1510 - 23 ianuarie 1512
- Neagoe Basarab: decembrie 1511/ a. 8 februarie 1512 - 15 septembrie 1521
- Teodosie: p. 15 septembrie 1521 - între 7 ianuarie și 22 ianuarie 1522
- Vlad al VI-lea Dragomir: p. 27 septembrie 1521 - între 14 octombrie și 25 octombrie 1521
- Radu de la Afumați: între 7 ianuarie și 22 ianuarie 1522/ a. 22 ianuarie 1522 - a. 24 aprilie 1522
- Stăpânirea lui Mehmed bei de Nicopol: a. 24 aprilie 1522 - p. 22 iunie 1522
- Radu de la Afumați: p. 22 iunie 1522 - între 4 august și 15 august 1522
- Stăpânirea lui Mehmed bei de Nicopol: între 4 august și 15 august 1522 - p. 16 octombrie 1522
- Radu de la Afumați: p. 16 octombrie 1522 - a. 25 aprilie 1523
- Vladislav al III-lea: a. 14 aprilie 1523 - a. 19 octombrie 1523
- Radu Bădica: a. 19 octombrie 1523 - între 19 ianuarie și 27 ianuarie 1524
- Radu de la Afumați: a. 27 ianuarie 1524 - între 9 martie și 20 martie 1524
- Vladislav al III-lea: a. 20 martie 1524 - a. 18 septembrie 1524
- Radu de la Afumați: a. 18 septembrie 1524 - 2 ianuarie 1529
- Vladislav al III-lea: a. 19 aprilie 1525 - p. 18 august 1525
- Basarab al VI-lea - a. 6 ianuarie 1529 - a. 5 februarie 1529
- Locotenență domnească (Neagoe vornicul din Periș, Drăgan postelnic din Merișani-Bucșani ș.a.)- a. 5 februarie 1529 - a. 27 martie 1529
- Moise Vodă: 16 februarie 1529/ a. 27 martie 1529 - între 22 mai și 4 iunie 1530
- Vlad Înecatul: cca 4 iunie 1530 - p. 18 septembrie 1532
- Vlad Vintilă: p. 18 septembrie 1532 - între 10 iunie și 13 iunie 1535
- Radu Paisie: a. 15 iunie 1535 - p. 24 februarie 1536
- Barbu Neagoe (Barbu Basarab) [Barbu al III-lea Craiovescu - Banul Mărăcine]: p. 24 februarie 1536 - a. 18 aprilie 1536
- Radu Paisie: a. 18 aprilie 1536 - între 27 mai și 2 iunie 1539 /asociat la domnie fiul cel mare, Marcu voievod, a. 10 iunie 1537/
- Șerban din Izvorani: p. 2 iunie 1539 - a. 19 iulie 1539
- Radu Paisie: a. 19 iulie 1539 - între 27 aprilie și 5 mai 1544 /asociat la domnie Marcu voievod, până după 13 ianuarie 1543/ /asociat la domnie Vlad voievod, al doilea fiu, p. 1 septembrie 1543/
- Laiotă Basarab: p. 27 aprilie 1544 - a. 2 iunie 1544
- Radu Paisie: a. 2 iunie 1544 - a. 29 februarie 1545
- Mircea Ciobanul: a. 24 ianuarie 1545/ între 25 februarie și 2 martie 1545 - 15 noiembrie 1552
- Radu Ilie: 15 noiembrie 1552 - a. 11 mai 1553
- Mircea Ciobanul: între 7 mai și 11 mai 1553 - a. 11 martie 1554
- Pătrașcu cel Bun: 26 februarie 1554/ a. 12 martie 1554 - 24 decembrie 1557
- Mircea Ciobanul: 14 ianuarie 1558/ 25 ianuarie 1558 - 25 septembrie 1559
- Petru cel Tânăr: 26 septembrie 1559 - 31 mai 1568
- Alexandru al II-lea Mircea: 7 iunie 1568/ a. 11 iulie 1568 - 14 aprilie 1574
- Vintilă: cca 21 aprilie 1574 - cca 3 mai 1574
- Alexandru al II-lea Mircea: cca 4 mai 1574 - 27 septembrie/28 septembrie 1577 /asociat la domnie fiul său Mihnea între iulie-august 1574 și septembrie 1577/
- Mihnea Turcitul: 29 iulie 1577/ p. 27 septembrie/28 septembrie 1577 - între 15 iulie și 23 iulie 1583 st. v.
- Petru Cercel: 13 iunie/23 iunie 1583/ /locotenență domnească a. 15 iulie/25 iulie 1583 - 28 august/7 septembrie 1583/ - 29 august/8 septembrie 1583 - 6 aprilie/16 aprilie 1585
- Mihnea Turcitul: 20 martie/30 martie 1585/ /locotenență domnească a. 26 martie/4 aprilie 1585 - 20 mai/30 mai 1585/ - 20 mai/30 mai 1585 - p. 8 februarie/18 februarie 1591
- Mihnea Turcitul: a. 5 mai/15 mai 1591 - p. 22 mai/1 iunie 1591
- Ștefan Surdul: a. 24 aprilie/4 mai 1591/ a. 1 iunie/11 iunie 1591 - a. 29 octombrie/8 noiembrie 1592
- Alexandru cel Rău: a. 8 iulie/18 iulie 1592/ a. 29 octombrie/8 noiembrie 1592 - a. 22 august/1 septembrie 1593
- Михај Храбри: 2 septembrie/12 septembrie 1593/ /locotenență domnească p. 2 septembrie/12 septembrie 1593 - a. 15 octombrie/25 octombrie 1593/ - a. 15 octombrie/25 octombrie 1593 - cca. 20 noiembrie/30 noiembrie 1600
- Nicolae Pătrașcu: p. 14 noiembrie/24 noiembrie 1599 - 2 septembrie/12 septembrie 1600

### XVII век
- Simion Movilă: noiembrie 1600 - iunie 1601
- Locotenență domnească (Radu, Preda și Stroe Buzescu, Stoica postelnic din Strâmba, Andronie vistier și Radu postelnic din Cepturaia): iulie - septembrie 1601
- Radu Șerban: octombrie 1601
- Simion Movilă: octombrie 1601 - iulie 1602
- Radu Mihnea: noiembrie 1601 - martie 1602
- Radu Șerban: iulie 1602 - decembrie 1610
- Gabriel Báthory: ianuarie - martie 1611
- Radu Mihnea: aprilie - mai 1611
- Radu Șerban: mai - septembrie 1611
- Radu Mihnea: iulie 1611 - iulie 1616
- Locotenență domnească (Nica fost mare logofăt de Corcova, Stoica vistier din Strâmba, Lupu paharnic Mehedințeanul, Papa vistier Greceanu, Necula armaș, Dumitrașcu postelnic, apoi Enache mare ban, Vintilă mare logofăt din Clătești, Cârstea fost mare vornic și Nica fost mare logofăt): iulie - septembrie 1616
- Alexandru Iliaș: octombrie 1616 - iunie 1618
- Locotenență domnească (Lupu Mehedințeanul): iunie - iulie 1618
- Gavril Movilă: august 1618 - iulie 1620
- Radu Mihnea: august 1620 - august 1623
- Alexandru Coconul: august 1623 - octombrie 1627
- Locotenență domnească: octombrie 1627 - ianuarie 1628
- Alexandru Iliaș: ianuarie 1628 - octombrie 1629
- Leon Tomșa: decembrie 1629 - iulie 1632
- Radu Iliaș: iulie - septembrie 1632
- Матеј Басараб: octombrie 1632 - aprile 1654
- Constantin Șerban: p. 9/19 aprilie 1654 - februarie 1658
- Mihnea al III-lea Radu: martie 1658 - noiembrie 1659
- Gheorghe Ghica: noiembrie 1659 - mai 1660
- Constantin Șerban: mai - iunie 1660
- Gheorghe Ghica: mai - septembrie 1660
- Grigore I Ghica: decembrie 1660 - noiembrie 1664
- Radu Leon: februarie 1665 - martie 1669
- Antonie din Popești: aprilie 1669 - ianuarie 1672
- Căimăcămie (Radu logofăt Crețulescu, Gheorghe fost mare ban Băleanu): ianuarie - aprilie 1672
- Grigore I Ghica: aprilie 1672 - noiembrie 1673
- Ђорђе Дука: decembrie 1673 - noiembrie 1678
- Căimăcămie (Badea mare vornic Băleanu, Hujea mare vistiernic Kavydi din Popești): noiembrie 1678 - ianuarie 1679
- Шербан Кантакузин: ianuarie 1679 - 29 octombrie/8 noiembrie 1688
- Константин Бранковану: 29 octombrie/8 noiembrie 1688 - aprilie 1714

### XVIII век
- Ștefan Cantacuzino: aprilie 1714 - ianuarie 1716
- Nicolae Mavrocordat: ianuarie 1716 - noiembrie 1716
- Ioan Mavrocordat: noiembrie 1716 - 23 februarie/6 martie 1719
- Nicolae Mavrocordat: martie 1719 - 14 septembrie 1730
- Constantin Mavrocordat: 15 septembrie 1730 - 17 octombrie 1730
- Mihai Racoviță: 17 octombrie 1730 - 24 octombrie 1731
- Constantin Mavrocordat: 24 octombrie 1731 - 16 aprilie 1733
- Grigore al II-lea Ghica: 16 aprilie 1733 - 27 noiembrie 1735
- Constantin Mavrocordat: 27 noiembrie 1735 - 16 septembrie 1741
- Mihai Racoviță: septembrie 1741 - iulie 1744
- Constantin Mavrocordat: iulie 1744 - aprilie 1748
- Căimăcămie (Mitropolitul, banul Grecianu, vornicul Dudescu, Antonachi vistier, Fierăscu vistier): februarie - aprilie 1748
- Grigore al II-lea Ghica: aprilie 1748 - 3 septembrie 1752
- Matei Ghica: septembrie 1752 - iunie 1753
- Constantin Racoviță: iunie 1753 - februarie 1756
- Constantin Mavrocordat: 20 februarie 1756 - 14 august 1758
- Scarlat Ghica: august 1758 - iunie 1761
- Constantin Mavrocordat: 16 iunie 1761 - martie 1763
- Constantin Racoviță: martie 1763 - 26 ianuarie/6 februarie 1764
- Ștefan Racoviță: 26 ianuarie/6 februarie 1764 - august 1765
- Scarlat Ghica: august 1765 - 2/13 decembrie 1766
- Alexandru Scarlat Ghica: p. 2/13 decembrie 1766 - octombrie 1768
- Grigore al III-lea Ghica: octombrie 1768 - noiembrie 1769
- Stăpânirea militară rusească: noiembrie 1769 - mai 1770
- Manole Giani Ruset: mai - noiembrie 1770
- Stăpânirea militară rusească: noiembrie 1770 - octombrie 1774
- Alexandru Ipsilanti: septembrie 1774 - ianuarie 1782
- Nicolae Caragea: ianuarie 1782 - iulie 1783
- Mihai Suțu: iulie 1783 - martie 1786
- Nicolae Mavrogheni: martie 1786 - iunie 1790
- Stăpânirea militară austriacă: noiembrie 1789 - iulie 1791
- Mihai Suțu: martie 1791 - decembrie 1792
- Alexandru Moruzi: ianuarie 1793 - august 1796
- Alexandru Ipsilanti: septembrie 1796 - noiembrie 1797
- Constantin Hangerli: noiembrie 1797 - 18 februarie/1 martie 1799
- Alexandru Moruzi: martie 1799 - octombrie 1801

### XIX век
- Mihai Suțu: octombrie 1801 - mai 1802
- Căimăcămie (Alexandru Suțu, domn al Moldovei): iunie - august 1802
- Константин Ипсиланти: august 1802 - august 1806
- Alexandru Suțu: august - octombrie 1806
- Константин Ипсиланти: octombrie 1806 - mai 1807 (considerat domn și în Moldova sub autoritate rusească)
- Stăpânirea militară rusească: decembrie 1806 - octombrie 1812
- Константин Ипсиланти: iulie - august 1807 (considerat domn și în Moldova sub autoritate rusească)
- Generalul rus Aleksandr Aleksandrovici Prozorovski: august 1807 - februarie 1808
- Caimăcămie: februarie - septembrie 1808
- Comitetul de cinci: septembrie 1808 - martie 1809
- Generalul rus Engelhardt, vicepreședinte al divanului: martie 1809 - octombrie 1812
- Ioan Caragea: octombrie 1812 - septembrie 1818
- Alexandru Suțu: noiembrie 1818 - 19/31 ianuarie 1821
- Тудор Владимиреску martie - 14/26 mai 1821
- Stăpânire turcească: mai 1821 - iunie 1822
- Grigore al IV-lea Ghica: septembrie 1822 - aprilie 1828
- Stăpânirea militară rusească: mai 1828 - aprilie 1834 (Generalul Fiodor Petrovici Pahlen: februarie 1828 - noiembrie 1829, Generalul Pavel Kiseleff: noiembrie 1829 - aprilie 1834)
- Alexandru Dimitrie Ghica: aprilie 1834 - octombrie 1842
- Георгије Бибеску: decembrie 1842 - iunie 1848
- Guvernul revoluționar provizoriu: 14/26 iunie - 28 iunie/8 iulie 1848
- Căimăcămie: 28 iunie/8 iulie - 30 iunie/12 iulie 1848
- Guvernul revoluționar provizoriu: 30 iunie/12 iulie - 12 iulie/9 august 1848
- Locotenență domnească (Јон Радулеску, Nicolae Golescu, Christian Tell): iulie - septembrie 1848
- Căimăcămie (Constantin Cantacuzino): septembrie 1848 - iunie 1849
- Barbu Știrbei: iunie 1849 - octombrie 1853
- Stăpânirea militară rusească: octombrie 1853 - iulie 1854
- Stăpânirea turcească: iulie - august 1854
- Stăpânirea austriacă: august 1854 - martie 1856
- Barbu Știrbei: septembrie 1854 - iunie 1856
- Căimăcămie (Alexandru Dimitrie Ghica): iunie 1856 - octombrie 1858
- Căimăcămie (Emanoil Băleanu, Ioan Manu, Ioan Filipescu): octombrie 1858 - 24 ianuarie/5 februarie 1859
- Александар Јоан Куза: 24 ianuarie/5 februarie 1859 - 11/23 februarie 1866